# Nederlandse Stichting voor het Dove en Slechthorende Kind
De Nederlandse Stichting voor het Dove en Slechthorende Kind, afgekort tot NSDSK, is een zorgaanbieder en kennisinstelling die op 9 juli 1953 is opgericht in Amsterdam. De NSDSK verzorgt behandeling ten behoeve van kinderen die doof of slechthorend zijn en/of een taalontwikkelingsstoornis (TOS) hebben.

## Organisatie
De NSDSK bestaat uit vier afdelingen: Vroegbehandeling, Audiologisch Centrum Holland Noord, Onderzoek en Ontwikkeling en Vroegtijdige Onderkenning Gehoorstoornissen. Het Audiologisch Centrum Holland Noord (ACHN) in Alkmaar diagnosticeert en zorgt voor gehoorrevalidatie bij kinderen en volwassen. De onderzoeksafdeling van de NSDSK verricht praktijkgericht wetenschappelijk onderzoek naar auditieve en communicatieve beperkingen. De afdeling zet zich tevens in voor het ontwikkelen van behandelmethoden en het meten van de effecten hiervan.

## Neonatale gehoorscreening
NSDSK werkt samen met de jeugdgezondheidszorg (JGZ) op het gebied van de neonatale gehoorscreening. NSDSK ontwikkelde daartoe de software voor screening en het administratiesysteem - het neonatale gehoorscreeningsinformatiesysteem (CANG/NIS) - maar werd ook verantwoordelijk voor het opleiden van de medewerkers om de screening uit te voeren. De gegevens uit de screening wordt na toestemming van ouders doorgegeven door het audiologisch centrum aan NSDSK, zij houden de diagnostische database voor Nederland bij.

## Behandelgroepen
NSDSK heeft op vier locaties een behandelgroep voor dove en slechthorende peuters van anderhalf tot vier jaar oud: De Knipoog zit Amsterdam Oud Zuid en Zuidoost, Alkmaar en Haarlem. Voor TOS-peuters heeft zij behandelgroep De Ster op achttien locaties zitten.

## Nederlandse Gebarentaal
In 1981 voerde de NDSDK het KOMVA-project uit in samenwerking met de Universiteit van Amsterdam, de eerste landelijke inventarisatie van gebaren met als doel een gebarenwoordenboek op te kunnen stellen. Aan de hand van 2000 woorden zijn gebaren gevraagd aan groepen dove mensen in de vijf regio's. Dat leverde uiteindelijk 15.000 gebaren op video op. Niet alleen regionale verschillen werden gevonden, maar ook veel verschillen tussen oudere en jongere gebarengebruikers.

## Erkende opleidingen
In samenwerking met de Bascule, een academisch centrum voor kinder- en jeugdpsychiatrie, mocht de NDSDK van 2015 tot 2019 de opleiding tot GZ-psycholoog aanbieden.
In samenwerking met het Universitair Audiologisch Centrum (VUmc) biedt het ACHN van de NSDSK een vierjarige opleiding tot klinisch fysicus-audioloog aan. Daarnaast heeft de NSDSK een Academie waar opleidingen en trainingen voor professionals en ouders/verzorgenden van cliënten worden aangeboden. Ook het opleiden en (her)autoriseren van neonatale gehoorscreeners loopt via de NSDSK Academie.

## Deelkracht
Net als Kentalis en Auris is de NSDSK een door ZonMw erkende expertiseorganisatie op het gebied van auditieve en communicatieve beperkingen. Sinds 2020 werken de drie organisaties samen onder de naam Deelkracht, waar ook andere organisaties die actief zijn in de sector zich bij aangesloten hebben. De samenwerking bestaat uit verschillende deelprogramma's: doof/slechthorend, taalontwikkelingsstoornis, doofblindheid en
communicatief meervoudige beperking.

## Publicaties
Onderstaande overzicht publicaties is niet volledig.
- 1988 - Notatiesysteem voor Nederlandse gebaren, KOMVA, Stroombergen, M., Schermer, G.M., gepubliceerd door NSDSK (Amsterdam)
- 1993 - Gevoelsgebaren uit de Nederlandse Gebarentaal, KOMVA, R. Harder, G.M. Schermer, gepubliceerd door NSDSK en Van Tricht.
- 2006 - Landelijke implementatie neonatale gehoorscreening, Kauffman-de Boer MA, Uilenburg N, Schuitema T, Vinks E, Brink van den G, Ploeg van der CPB, Hille E, Verkerk PH., gepubliceerd door NSDSK (Amsterdam)